# Texas Tornados
Texas Tornados är ett Tejanoband.  De spelar en blandning av rock, country och olika mexikanska stilar.

## Diskografi

### Album
| År   | Album                      | Listplacering | Listplacering | Listplacering       | Skivmärke |
| År   | Album                      | US Country    | US            | US Regional Mexican | Skivmärke |
| ---- | -------------------------- | ------------- | ------------- | ------------------- | --------- |
| 1990 | Los Texas Tornados         |               |               |                     | Reprise   |
| 1990 | Texas Tornados             | 25            | 154           |                     | Reprise   |
| 1991 | Zone of Our Own            | 50            |               |                     | Reprise   |
| 1992 | Hangin' on by a Thread     |               |               | 5                   | Reprise   |
| 1994 | Best of the Texas Tornados |               |               |                     | Reprise   |
| 1996 | 4 Aces                     |               |               |                     | Reprise   |
| 1999 | Live from the Limo, Vol. 1 |               |               |                     | Virgin    |
| 2005 | Live from Austin, TX       |               |               |                     | New West  |
| 2010 | ¡Está Bueno!               |               |               |                     | Bismeaux  |

### Singlar
| År   | Singel                           | Album                      |
| ---- | -------------------------------- | -------------------------- |
| 1990 | "Who Were You Thinkin' Of"       | Texas Tornados             |
| 1991 | "A Man Can Cry"                  | Texas Tornados             |
| 1991 | "Adios Mexico"                   | Texas Tornados             |
| 1991 | "Is Anybody Goin' to San Antone" | Zone of Our Own            |
| 1992 | "Guacamole"                      | Hangin' on By a Thread     |
| 1996 | "Little Bit is Better Than Nada" | 4 Aces                     |
| 1996 | "The Cibola Mixes"               | remixversioner från 4 Aces |

### Musikvideor
| År   | Video                            | Regissör                        |
| ---- | -------------------------------- | ------------------------------- |
| 1990 | "Who Were You Thinking Of"       | D. Gorton                       |
| 1990 | "Rosa de Amor"                   |                                 |
| 1991 | "Adios Mexico"                   | Sherman Halsey                  |
| 1991 | "Is Anybody Goin' to San Antone" |                                 |
| 1992 | "Guacamole"                      | Thom Oliphant                   |
| 1996 | "Little Bit Is Better Than Nada" | R. Brad Murano/Steven T. Miller |

### Fotnoter
1. ↑  ”CMT : Videos : Texas Tornados : Who Were You Thinkin' Of”. Country Music Television. http://www.cmt.com/videos/the-texas-tornados/384751/who-were-you-thinkin-of.jhtml. Läst 30 september 2011.
2. ↑  ”CMT : Videos : Texas Tornados : Adios Mexico”. Country Music Television. http://www.cmt.com/videos/the-texas-tornados/385176/adios-mexico.jhtml. Läst 30 september 2011.
3. ↑  ”CMT : Videos : Texas Tornados : Guacamole”. Country Music Television. http://www.cmt.com/videos/the-texas-tornados/47467/guacamole.jhtml. Läst 30 september 2011.
4. ↑  ”CMT : Videos : Texas Tornados : Little Bit Is Better Than Nada”. Country Music Television. http://www.cmt.com/videos/the-texas-tornados/385096/little-bit-is-better-than-nada.jhtml. Läst 30 september 2011.